# Magdalena Rzeczkowska
Magdalena Anna Rzeczkowska z domu Kalisiak (ur. 22 kwietnia 1974 w Warszawie) – polska urzędniczka państwowa i prawniczka, funkcjonariusz Służby Celno-Skarbowej w stopniu nadinspektora, w latach 2020–2022 sekretarz stanu w Ministerstwie Finansów i szef Krajowej Administracji Skarbowej, w latach 2022–2023 minister finansów w drugim rządzie Mateusza Morawieckiego.

## Życiorys
W 1998 ukończyła studia prawnicze na Wydziale Prawa i Administracji Uniwersytetu Warszawskiego, w 2001 została absolwentką studiów podyplomowych w zakresie integracji europejskiej w Centrum Europejskim UW. Związała się zawodowo z administracją państwową. Od 1998 do 2002 była zatrudniona w Głównym Urzędzie Ceł, później przeszła do Ministerstwa Finansów, gdzie doszła do stanowiska dyrektora Departamentu Ceł. W resorcie zajmowała się m.in. elektronizacją obsługi celnej, dostosowaniem prawa polskiego do unijnego i pracami nad prawem celnym.
3 marca 2020 objęła stanowisko szefa Krajowej Administracji Skarbowej i sekretarza stanu w Ministerstwie Finansów. 8 kwietnia 2022 mianowana na stopień nadinspektora Służby Celno-Skarbowej. 26 kwietnia tego samego roku prezydent Andrzej Duda powołał ją w skład Rady Ministrów na urząd ministra finansów. 27 listopada 2023 zakończyła pełnienie funkcji ministra. W 2024 objęła funkcję kierownika biura Federacji Przedsiębiorców Polskich w Brukseli.

## Życie prywatne
Córka Marka i Marii. Mężatka, ma trzech synów.

## Odznaczenia
- Brązowa Odznaka „Zasłużony dla Służby Celnej” (2016)
- Medal 100-lecia Odzyskania Niepodległości (2018)